# Puchar Afryki 2015
Puchar Afryki 2015 – piętnasta edycja Pucharu Afryki, oficjalnych międzynarodowych zawodów rugby union o randze mistrzostw kontynentu organizowanych przez Rugby Africa mających na celu wyłonienie najlepszej męskiej reprezentacji narodowej w tej dyscyplinie sportu w Afryce. Została rozegrana w formie trzech turniejów w trzech hierarchicznie ułożonych dywizjach w okresie od 24 maja do 15 sierpnia 2015 roku. W walce o tytuł mistrzowski brały udział cztery zespoły, pozostałe drużyny, które przystąpiły do rozgrywek, wystąpiły zaś w niższych dywizjach.

## System rozgrywek
| Dywizja 1A                             | Dywizja 1B                                                                        | Dywizja 1C                            | Dywizja 2 |
| -------------------------------------- | --------------------------------------------------------------------------------- | ------------------------------------- | --- |
| - Namibia - Zimbabwe - Kenia - Tunezja | - Madagaskar - Wybrzeże Kości Słoniowej - Senegal - Uganda - Mauritius - Botswana | - Nigeria - Zambia - Maroko - Kamerun | - Benin - Burkina Faso - Ghana - Mali - Niger - Togo - Burundi - Demokratyczna Republika Konga - Kongo - Rwanda - Suazi - Malawi - Lesotho |

## Dywizja 1A
Turniej Dywizji 1A został rozegrany pomiędzy 6 czerwca a 15 sierpnia 2015 roku i wzięły w nim udział cztery zespoły rywalizujące systemem ligowym. Niepokonana okazała się reprezentacja Namibii.
| 6 czerwca 2015 | Tunezja | 14:22 | Namibia | Stade municipal, Nabul Sędzia: Christophe Berdos |
| 6 czerwca 2015 |         | 14:22 |         | Stade municipal, Nabul Sędzia: Christophe Berdos |

| 13 czerwca 2015 | Zimbabwe | 28:20 | Kenia | Prince Edward School's Jubilee Field, Harare Sędzia: Stuart Berry |
| 13 czerwca 2015 |          | 28:20 |       | Prince Edward School's Jubilee Field, Harare Sędzia: Stuart Berry |

| 28 czerwca 201515:00 | Kenia | 46:15 | Tunezja | RFUEA Grounds, Nairobi Sędzia: Kurt Weaver |
| 28 czerwca 201515:00 |       | 46:15 |         | RFUEA Grounds, Nairobi Sędzia: Kurt Weaver |

| 4 lipca 201515:30 | Zimbabwe | 19:8 | Tunezja | Prince Edward School's Jubilee Field, Harare Sędzia: Kurt Weaver |
| 4 lipca 201515:30 |          | 19:8 |         | Prince Edward School's Jubilee Field, Harare Sędzia: Kurt Weaver |

| 8 sierpnia 201515:00 | Namibia | 46:13 | Kenia | Hage Geingob Rugby Stadium, Windhuk Sędzia: Lesego Legoete |
| 8 sierpnia 201515:00 |         | 46:13 |       | Hage Geingob Rugby Stadium, Windhuk Sędzia: Lesego Legoete |

| 15 sierpnia 201515:00 | Namibia | 80:6 | Zimbabwe | Hage Geingob Rugby Stadium, Windhuk Sędzia: Craig Joubert |
| 15 sierpnia 201515:00 |         | 80:6 |          | Hage Geingob Rugby Stadium, Windhuk Sędzia: Craig Joubert |

## Dywizja 1B
Turniej Dywizji 1B odbył się w sześciozespołowej obsadzie w Kampali pomiędzy 5 czerwca a 11 lipca 2015 roku. Trzy bonusowe zwycięstwa dały reprezentacji Ugandy triumf w zawodach i awans do Dywizji 1A.
| 5 lipca 201512:00 | Madagaskar | 36:18 | Botswana | Kampala |
| 5 lipca 201512:00 |            | 36:18 |          | Kampala |

| 5 lipca 201514:00 | Uganda | 40:11 | Wybrzeże Kości Słoniowej | Kampala |
| 5 lipca 201514:00 |        | 40:11 |                          | Kampala |

| 5 lipca 201516:00 | Mauritius | 3:42 | Senegal | Kampala |
| 5 lipca 201516:00 |           | 3:42 |         | Kampala |

| 8 lipca 201512:30 | Uganda | 35:11 | Mauritius | Kampala |
| 8 lipca 201512:30 |        | 35:11 |           | Kampala |

| 8 lipca 201514:30 | Senegal | 21:26 | Botswana | Kampala |
| 8 lipca 201514:30 |         | 21:26 |          | Kampala |

| 8 lipca 201516:30 | Madagaskar | 30:26 | Wybrzeże Kości Słoniowej | Kampala |
| 8 lipca 201516:30 |            | 30:26 |                          | Kampala |

| 11 lipca 201512:30 | Senegal | 19:22 | Wybrzeże Kości Słoniowej | Kampala |
| 11 lipca 201512:30 |         | 19:22 |                          | Kampala |

| 11 lipca 201514:30 | Madagaskar | 33:24 | Mauritius | Kampala |
| 11 lipca 201514:30 |            | 33:24 |           | Kampala |

| 11 lipca 201516:30 | Uganda | 59:10 | Botswana | Kampala |
| 11 lipca 201516:30 |        | 59:10 |          | Kampala |

## Dywizja 1C
Turniej Dywizji 1C odbył się w Lusace pomiędzy 21 a 27 czerwca 2015 roku i wzięły w nim udział trzy zespoły rywalizujące systemem kołowym.
| 21 czerwca 2015 | Zambia | 15:8 | Nigeria | Lusaka Rugby Club, Lusaka |
| 21 czerwca 2015 |        | 15:8 |         | Lusaka Rugby Club, Lusaka |

| 24 czerwca 2015 | Nigeria | 34:23 | Zimbabwe B | Lusaka Rugby Club, Lusaka |
| 24 czerwca 2015 |         | 34:23 |            | Lusaka Rugby Club, Lusaka |

| 27 czerwca 2015 | Zambia | 19:12 | Zimbabwe B | Lusaka Rugby Club, Lusaka |
| 27 czerwca 2015 |        | 19:12 |            | Lusaka Rugby Club, Lusaka |

## Dywizja 2

### Grupa północna
Turniej grupy północnej odbył się w dniach 24–30 maja 2015 roku na boisku l’Union Sportive de Forces Armées w stolicy Burkiny Faso, Wagadugu, i wzięło w nim udział sześć zespołów. Po trzy bonusowe zwycięstwa odniosły Niger i Mali, w zawodach triumfowała jednak ta pierwsza ze względu na lepszą różnicę punktów zdobytych i straconych.
| 24 maja 201509:45 | Burkina Faso | 67:3 | Benin | l’Union Sportive de Forces Armées, Wagadugu |
| 24 maja 201509:45 |              | 67:3 |       | l’Union Sportive de Forces Armées, Wagadugu |

| 24 maja 201514:45 | Togo | 12:31 | Mali | l’Union Sportive de Forces Armées, Wagadugu |
| 24 maja 201514:45 |      | 12:31 |      | l’Union Sportive de Forces Armées, Wagadugu |

| 24 maja 201516:30 | Niger | 28:10 | Ghana | l’Union Sportive de Forces Armées, Wagadugu |
| 24 maja 201516:30 |       | 28:10 |       | l’Union Sportive de Forces Armées, Wagadugu |

| 27 maja 201509:30 | Ghana | 7:24 | Mali | l’Union Sportive de Forces Armées, Wagadugu |
| 27 maja 201509:30 |       | 7:24 |      | l’Union Sportive de Forces Armées, Wagadugu |

| 27 maja 201514:30 | Niger | 82:5 | Benin | l’Union Sportive de Forces Armées, Wagadugu |
| 27 maja 201514:30 |       | 82:5 |       | l’Union Sportive de Forces Armées, Wagadugu |

| 27 maja 201516:30 | Burkina Faso | 20:7 | Togo | l’Union Sportive de Forces Armées, Wagadugu |
| 27 maja 201516:30 |              | 20:7 |      | l’Union Sportive de Forces Armées, Wagadugu |

| 30 maja 201509:30 | Burkina Faso | 12:0 | Ghana | l’Union Sportive de Forces Armées, Wagadugu |
| 30 maja 201509:30 |              | 12:0 |       | l’Union Sportive de Forces Armées, Wagadugu |

| 30 maja 201514:30 | Togo | 15:50 | Niger | l’Union Sportive de Forces Armées, Wagadugu |
| 30 maja 201514:30 |      | 15:50 |       | l’Union Sportive de Forces Armées, Wagadugu |

| 30 maja 201516:30 | Mali | 60:5 | Benin | l’Union Sportive de Forces Armées, Wagadugu |
| 30 maja 201516:30 |      | 60:5 |       | l’Union Sportive de Forces Armées, Wagadugu |

### Grupa centralna
Turniej grupy centralnej został zaplanowany do rozegrania w czterozespołowej obsadzie w dniach 25–30 czerwca 2015 roku w Kinszasie. Ostatecznie po wycofaniu się Kongo i Burundi wzięły w nim udział dwie drużyny. Lepsza od Rwandy okazała się reprezentacja gospodarzy.
| 30 czerwca 2015 | Demokratyczna Republika Konga | 39:3 | Rwanda | Stade Tata Raphaël, Kinszasa |
| 30 czerwca 2015 |                               | 39:3 |        | Stade Tata Raphaël, Kinszasa |

### Grupa południowa
Turniej grupy południowej został zaplanowany w trzyzespołowej obsadzie w dniach 10–15 maja 2015 roku w Suazi. Ostatecznie jednak odbył się w lipcu jeden pojedynek, w którym górą byli zawodnicy z Lesotho. Pomimo zwycięstwa ich awans do wyższej klasy rozgrywek nie był zagwarantowany.
| 4 lipca 201514:30 | Lesotho | 13:10 | Suazi | Bambatha Tsita, Maseru |
| 4 lipca 201514:30 |         | 13:10 |       | Bambatha Tsita, Maseru |